# Eleições estaduais em Sergipe em 1982
As eleições estaduais em Sergipe em 1982 ocorreram em 15 de novembro como parte das eleições nos 23 estados e nos territórios federais do Amapá e Roraima. Foram eleitos o governador João Alves Filho, o vice-governador Antônio Carlos Valadares e o senador Albano Franco, além de oito deputados federais, vinte e quatro estaduais. Foi a primeira disputa direta para o cargo desde Seixas Dória em 1962.
Com três quartos dos votos o engenheiro civil João Alves Filho venceu o senador Gilvan Rocha, membro da turma oposicionista de 1974. Formado pela Universidade Federal da Bahia em 1965, foi prefeito biônico de Aracaju no governo José Rollemberg Leite (1975-1979) antes de retomar suas atividades empresariais. Com o fim do bipartidarismo João Alves Filho passou da ARENA para o PP onde foi correligionário de Gilvan Rocha, entretanto a incorporação do Partido Popular ao PMDB nos últimos dias de 1981 levou João Alves Filho ao PDS e Gilvan Rocha ao PMDB. Em razão do seu desempenho nas urnas, João Alves Filho foi o governador mais votado da história do estado em termos proporcionais.
Também disputaram o governo do estado os candidatos Marcélio Bonfim Rocha (PT) e Manoel Ferreira Santos (PDT).
Na eleição para senador, graças ao caráter bipartidário do pleito e à falta de sublegendas devido a um prévio acerto nas convenções partidárias, a vitória foi de Albano Franco (PDS) com 247.255 votos e no mesmo dia seu pai, Augusto Franco, foi eleito deputado federal e seu irmão, Walter Franco, foi eleito deputado estadual. Nas eleições proporcionais o PDS conquistou mais de 75% das vagas para deputado federal e estadual.
Em 1982 foram observados o voto vinculado, a sublegenda, a proibição de coligações partidárias e foi também o último pleito onde os eleitores domiciliados no Distrito Federal tiveram seus votos remetidos a Sergipe por meio de urnas especiais.
Embora tenha sido a única vitória do PDS ao governo do estado, João Alves Filho retornou ao cargo após vencer as eleições de 1990 e 2002 pelo PFL.

## Resultado da eleição para governador
Segundo o Tribunal Regional Eleitoral houve 36.510 votos em branco (9,52%) e 10.177 votos nulos (2,65%), calculados sobre o comparecimento de 383.524 eleitores.
| Candidatos a governador do estado | Candidatos a vice-governador | Número | Coligação            | Votação | Percentual |
| --------------------------------- | ---------------------------- | ------ | -------------------- | ------- | ---------- |
| João Alves Filho PDS              | Antônio Carlos Valadares PDS | 1      | PDS (sem coligação)  | 256.385 | 76,12%     |
| Gilvan Rocha PMDB                 | Benedito de Figueiredo PMDB  | 5      | PMDB (sem coligação) | 77.965  | 23,15%     |
| Marcélio Bomfim Rocha PT          | Adelmo Galvão PT             | 3      | PT (sem coligação)   | 1.354   | 0,40%      |
| Manoel Ferreira Santos PDT        | José Caetano PDT             | 2      | PDT (sem coligação)  | 1.133   | 0,33%      |
| Fontes:                           |                              |        |                      |         |            |

## Resultado da eleição para senador
Para esta eleição estava em jogo a cadeira de Gilvan Rocha que preferiu disputar o governo do estado ao passo que Lourival Batista e Passos Porto tinham metade do mandato a cumprir.
A vitória coube ao empresário Albano Franco, então diretor da Confederação Nacional da Indústria e primeiro suplente de Passos Porto em 1978.
Segundo o Tribunal Superior Eleitoral, houve 46.783 votos em branco (12,10%) e 12.193 votos nulos (3,15%), calculados sobre o comparecimento de 383.524 eleitores.
| Candidatos a senador da República | Candidatos a suplente de senador                          | Número | Coligação            | Votação | Percentual |
| --------------------------------- | --------------------------------------------------------- | ------ | -------------------- | ------- | ---------- |
| Albano Franco PDS                 | José Rollemberg Leite PDS Eraldo Lemos PDS                | 10     | PDS (sem coligação)  | 247.255 | 76,18%     |
| Evaldo Campos PMDB                | Wellington Paixão PMDB Raul Felix da Silva PMDB           | 50     | PMDB (sem coligação) | 74.874  | 23,07%     |
| Jovino Pinto PT                   | Jairo de Araujo Andrade PT Genita Dantas de Santana PT    | 30     | PT (sem coligação)   | 1.322   | 0,41%      |
| Manoel Augusto de Oliveira PDT    | Maria Izabel dos Santos PDT Izídio Monteiro de Farias PDT | 20     | PDT (sem coligação)  | 1.097   | 0,34%      |
| Fontes:                           |                                                           |        |                      |         |            |

## Deputados federais eleitos
São relacionados os candidatos eleitos com informações complementares da Câmara dos Deputados.

Representação eleita
  PDS: 6
  PMDB: 2

| Deputados federais eleitos | Partido | Votação | Percentual | Cidade onde nasceu | Unidade federativa |
| Augusto Franco             | PDS     | 102.006 |            | Laranjeiras        | Sergipe            |
| Francisco Rollemberg       | PDS     | 46.128  |            | Laranjeiras        | Sergipe            |
| José Carlos Teixeira       | PMDB    | 30.968  |            | Itabaiana          | Sergipe            |
| Hélio Dantas               | PDS     | 28.142  |            | Aracaju            | Sergipe            |
| Gilton Garcia              | PDS     | 27.550  |            | Aracaju            | Sergipe            |
| Celso Carvalho             | PDS     | 22.841  |            | Simão Dias         | Sergipe            |
| Jackson Barreto            | PMDB    | 19.992  |            | Santa Rosa de Lima | Sergipe            |
| Adroaldo Campos            | PDS     | 11.745  |            | Aracaju            | Sergipe            |
| Fontes:                    |         |         |            |                    |                    |

## Deputados estaduais eleitos
Na disputa pelas 24 vagas da Assembleia Legislativa de Sergipe o PDS conquistou dezenove vagas e o PMDB cinco.

Representação eleita
  PDS: 19
  PMDB: 5

| Deputados estaduais eleitos | Partido | Votação | Percentual | Cidade onde nasceu | Unidade federativa |
| Walter Franco Sobrinho      | PDS     | 29.342  | 7,65%      | Aracaju            | Sergipe            |
| Djalma Lobo                 | PDS     | 19.764  | 5,15%      | Itabaiana          | Sergipe            |
| José Teles                  | PDS     | 16.854  | 4,39%      | Itabaiana          | Sergipe            |
| Cleonâncio Fonseca          | PDS     | 13.672  | 3,56%      | Boquim             | Sergipe            |
| Reinaldo Moura              | PDS     | 13.577  | 3,54%      | Salvador           | Bahia              |
| José Matos Valadares        | PDS     | 12.396  | 3,23%      | Simão Dias         | Sergipe            |
| Américo Alves dos Santos    | PDS     | 12.307  | 3,20%      | Japaratuba         | Sergipe            |
| Manuel Conde Sobral         | PDS     | 12.007  | 3,13%      | Salgado            | Sergipe            |
| Carlos Alberto de Oliveira  | PDS     | 10.751  | 2,80%      | Laranjeiras        | Sergipe            |
| Messias Góis                | PDS     | 10.699  | 2,78%      | Ribeirópolis       | Sergipe            |
| Luiz Machado Mendonça       | PDS     | 10.689  | 2,78%      | Aracaju            | Sergipe            |
| Leopoldo de Souza           | PMDB    | 10.587  | 2,76%      | Estância           | Sergipe            |
| José Augusto Vieira         | PDS     | 10.356  | 2,70%      | Lagarto            | Sergipe            |
| Valter Cardoso Costa        | PDS     | 9.748   | 2,54%      | Estância           | Sergipe            |
| Luciano Andrade Prado       | PDS     | 9.584   | 2,49%      | Aracaju            | Sergipe            |
| Guido Azevedo               | PMDB    | 9.204   | 2,39%      | Neópolis           | Sergipe            |
| José Vieira Filho           | PDS     | 9.189   | 2,39%      | Lagarto            | Sergipe            |
| Francisco Vieira da Paixão  | PDS     | 8.980   | 2,34%      | Campo do Brito     | Sergipe            |
| Francisco Passos            | PDS     | 8.583   | 2,23%      | Ribeirópolis       | Sergipe            |
| Nelson Araújo               | PMDB    | 7.929   | 2,06%      | Riachão do Dantas  | Sergipe            |
| José Raimundo Ribeiro       | PDS     | 7.853   | 2,04%      | Aracaju            | Sergipe            |
| Lauro Rocha de Andrade      | PMDB    | 7.244   | 1,88%      | São Cristóvão      | Sergipe            |
| Hildebrando Dias Costa      | PDS     | 5.800   | 1,51%      | Itabaianinha       | Sergipe            |
| Laonte Gama da Silva        | PMDB    | 5.713   | 1,48%      | Aracaju            | Sergipe            |
| Fontes:                     |         |         |            |                    |                    |